# Mumuntic II
Mumuntic II är en ort i Mexiko.   Den ligger i kommunen Ocosingo och delstaten Chiapas, i den sydöstra delen av landet, 800 km öster om huvudstaden Mexico City. Mumuntic II ligger 1 038 meter över havet och antalet invånare är 142.
Terrängen runt Mumuntic II är kuperad österut, men västerut är den bergig. Terrängen runt Mumuntic II sluttar österut. Runt Mumuntic II är det glesbefolkat, med 16 invånare per kvadratkilometer. Närmaste större samhälle är Ocosingo, 2,3 km nordost om Mumuntic II. Omgivningarna runt Mumuntic II är en mosaik av jordbruksmark och naturlig växtlighet.